# Riedbach
Riedbach là một đô thị ở Haßberge bang Bavaria thuộc nước Đức.